# Maker Studios
Maker Studios Inc. é uma rede americana de multi-canal do Youtube, co-fundada por Lisa Donovan, Danny Zappin, Scott Katz, Kassem G, Shay Carl, Ben Donovan,  e Philip DeFranco. Shane Dawson também estava envolvido com Lisa Donovan e Shay Carl durante a sua colaboração na rede. Em 24 de março de 2014 a empresa foi vendida a The Walt Disney Company por U$ 500 milhões de dólares, que logo passou a administrar a companhia até absorve-la por completo e iniciar suas operações sob Disney Digital Network.